# Puerta y murallas de la Pabordia
La Puerta y murallas de la Pabordia es una antigua construcción del municipio español de Viladamat en la comarca catalana del Alto Ampurdán perteneciente a la provincia de Gerona. Están declaradas bien cultural de interés nacional.

## Historia
Se trata de los restos de la antigua casa del pavorde, palacio donde residía el administrador del señor feudal del lugar, el abad del monasterio de Sant Pere de Rodes.
A mediados de los años 90 se realizaron unas cortas campañas de excavaciones arqueológicas con el fin de conocer los restos del antiguo edificio antes de convertir el espacio en un parque público. La excavación permitió comprobar la existencia del castillo o casa fortificada de la Pavordia, así como poder datar de forma más fiable su momento de construcción. Por los restos arqueológicos recuperados, se ha dado una cronología no anterior al siglo XIV, como máximo, de finales del siglo XIII. Su momento de amortización se conoce de una forma bastante precisa ya que el edificio quedó destruido con motivo de la represión después de la batalla de Viladamat en 1467, cuando el pueblo dio refugio al príncipe Fernando de Aragón, durante la Guerra Civil Catalana. Al grave deterioro del edificio también se sumó el uso como cantera para la construcción de las diferentes viviendas del mismo pueblo, reaprovechando los sillares bien trabajados del edificio. La planimetría del núcleo permite restituir los límites del recinto cerrado. Eran, sin embargo, las mismas casas alrededor las que hacían las veces de muralla defensiva delimitada en su entorno por un foso, recordado hasta tiempos recientes como los valles, calle que lo rodeaba por el norte y por el oeste.

## Descripción
Situadas dentro del casco urbano de la población de Viladamat, en el extremo norte del casco antiguo y adosadas a la parte de levante de la iglesia de Sant Quirze. Se trata de los restos conservados del antiguo edificio de la Pabordia. En concreto se ha conservado uno de los portales de la construcción, integrado en un tramo de muro adosado a la parte central del ábside de la iglesia. Por la cara sur, el portal es de arco de medio punto adovelado, con las jambas construidas con sillares desbastados. Por la cara norte, en cambio, la apertura es de arco rebajado hecho con piedras desbastadas. El resto del paramento, de unos cuatro metros de altura, está construido con piedras sin desbastar, de varios tamaños, ligadas con mortero. Por el lado de levante del portal, delimitando el recinto ocupado actualmente por la plaza y reseguidos por las construcciones actuales, se observan restos de otros muros que habían formado parte del edificio original, los cuales permiten intuir una planta más o menos rectangular. Se conserva, aunque bastante arrasado, el muro de mediodía del edificio, de la misma factura que el muro del portal, y la esquina sureste de la construcción, realizada con sillares de piedra desbastados, con algunas reformas hechas con ladrillos. Se observan dos alineaciones estructurales Además, en las bandas de levante y tramontana, cerrando el perímetro de la plaza y, probablemente del edificio original.